# De Pinte
De Pinte  (fr.  La Pinte) – miejscowość i gmina (gemeente) w Belgii, w Regionie Flamandzkim, w prowincji Flandria Wschodnia, w okręgu Gandawa.

## Podział administracyjny
W skład gminy wchodzi jedna dzielnica (deelgemeente):
- Zevergem

## Współpraca
Miejscowość partnerska:
- Freiamt, Niemcy